# محمد أسامة
محمد أسامة "أوس أوس" هو ممثل مصري اشتهر بعروض تياترو مصر الذي يكون النجم اشرف عبد الباقى هو قائد الفريق وتم تقديم 4 مواسم حتى الآن وفي الموسم الثالث تم تغير مكان العمل للأنتقال إلى قناة MBC مصر بدلا من قناة الحياه وتغير الاسم إلى مسرح مصر.

## سيرة ذاتية
ممثل مصري اشتهر في مسرحية تياترو مصر، وبدأ أداؤه لافتًا لأنظار النقاد ووسائل الإعلام عبر شخصيات متعددة لعبها في مسرحيات «أين أشباحى» الاستعراضيّة و«حلو الكلام» التي شكّل فيها ثنائيًّا كوميديا صارخًا مع علي ربيع.

## أعماله

### الأفلام
- 2012: بنات العم
- 2014: الدساس
- 2014: الحرب العالمية الثالثة
- 2015: هز وسط البلد
- 2015: يوم مالوش لازمة
- 2016: سطو مثلث
- 2016: حسن وبقلظ
- 2016: أوشن 14
- 2018: قلب أمه
- 2019: سبع البرمبة
- 2019: دكتور بسبس
- 2022: خطة مازنجر
- 2022: الرجل الرابع
- 2023: مغامرات كوكو
- 2023: رمسيس باريس
- 2023: بعد الشر
- 2025: الصفا ثانوية بنات

### المسلسلات
- 2010: خميس وجمعة
- 2013: الرجل العناب
- 2013: الكبير أوي 3
- 2014: الكبير أوى 4
- 2015: لهفة
- 2015: أستاذ ورئيس قسم [4]
- 2015: حالة عشق
- 2016: صد رد [5][6][7]
- 2017: خلصانة بشياكة
- 2019: هوجان
- 2019: فكرة بمليون جنيه
- 2019: الواد سيد الشحات (الفضائي)
- 2019: البرنسيسة بيسة
- 2020: اتنين في الصندوق
- 2020: عمر ودياب
- 2020: الشركة الألمانية لمكافحة الخوارق: جمجوم وبم بم
- 2021: في بيتنا روبوت
- 2021: فارس بلا جواز
- 2022: الكبير أوي 6
- 2022: الفرح فرحنا
- 2023: سكة سفر ج2

### المسرحيات
- 2010: إس إم إس
- 2013 - 2014: تياترو مصر
- 2015: 2018: مسرح مصر
- 2019: لوكاندة الأوباش
- 2020: صباحية مباركة
- 2021: عائلة تس
- 2021: شمسية وأربع كراسي
- 2022: جامعة المشاغبين
- 2022: البنك سرقوووه
- 2022: أحفاد ريا وسكينة

### المسلسلات الإذاعية
- 2015: المسيحاتي
- 2019: مع كامل احترامي

### الرسوم المتحركة
- 2020: سبع البرمبة

## روابط خارجية
- محمد أسامة على موقع الدهليز
- محمد أسامة على موقع قاعدة بيانات الأفلام العربية
- محمد أسامة على موقع قاعدة بيانات الفيلم (الإنجليزية)